# ایگامورت-له-گراو
ایگامورت-له-گراو (به فرانسوی: Ayguemorte-les-Graves) یک کمون در فرانسه است که در canton of La Brède واقع شده‌است.

## خصوصیات
ایگامورت-له-گراو ۶٫۳۳ کیلومترمربع مساحت و ۹۵۳ نفر جمعیت دارد و ۱۳ متر بالاتر از سطح دریا واقع شده‌است.